# Ștefan-Radu Oprea
Ștefan Radu Oprea (n. 14 iunie 1970, Ploiești, România) este un politician român, ales senator în 2012 pe listele Partidului Social Democrat (PSD). Din 29 ianuarie 2018 ocupă funcția de ministru pentru mediul de afaceri, comerț și antreprenoriat.
Activitatea profesională a început-o în mediul privat ca administrator și mai apoi manager al unor companii din domeniul construcțiilor, transportului internațional sau importului. De asemenea a activat ca și consultant în domeniul proiectelor europene. În martie 2009 a devenit prefect al județului Prahova. În 2012 a fost ales în Senatul României, iar în 2016 a fost reales. În cadrul acestei camere, a fost președintele Comisiei pentru Dezvoltare și Strategie Economică, vicepreședinte al Comisiei Economice pentru Industrie și Servicii și membru în Comisia pentru Afaceri Europene.